# Clausula
A clausula a tenor hangjainak megrövidítése és új duplum (és esetleg triplum, quadruplum) hozzákomponálása az organumban, ami által diszkantáló jellegű rész jön létre. A 12. században az az igény hozta lére, hogy egyes túl hosszú organumok előadási idejét lerövidítsék. Mivel e módszerrel egy tenor adott szakaszát többféleképpen is feldolgozták, így a clausulákat cserélgetni lehetett, innen származik az elnevezés is. Az a későbbi gyakorlat, hogy a clausulák szólamait eltérő szöveggel is ellátták, vezetett a motetta megszületéséhez.